# Marie-José Laloy
Pour les articles homonymes, voir Laloy.
Marie-José Laloy est une femme politique belge née à Rulles le 17 juin 1950. Membre du Parti socialiste, elle est gouverneure de la province du Brabant wallon de 2007 à 2014.

## Parcours politique

### Niveau local
- 1982-1986 : conseillère communale de Theux
- 2001- 2007 : conseillère communale de Wavre
- Du 8 janvier 2007 au 4 novembre 2014 : gouverneure de la province du Brabant wallon.

### Niveau fédéral
- 1999-2003 : sénatrice cooptée
- 2003-2007 : sénatrice élue directement par le collège électoral français